# Gävle
Gävle – miasto w Szwecji nad Zatoką Botnicką. Siedziba władz administracyjnych gminy Gävle w regionie Gävleborg. Około 68 700 mieszkańców. Prawa miejskie uzyskało w 1419 r i jest najstarszym miastem Norrland.
Gävle jest starym miastem przemysłowym, które dziś jest czasem kojarzone z fabryką o nazwie marki kawy Gevalia, która jest łacińską nazwą miasta. Slogan miasta brzmi „Witajcie na pokładzie” (szw. „Välkommen ombord”). Gävle posiada swoją własną morską stację ratunkową.

## Ludność
Gmina Gävle liczy 96 170 mieszkańców. Szacuje się, że żyją tu przedstawiciele ok. 160 narodowości. Liczba ludności według oficjalnego języka kraju urodzenia wygląda następująco:
- szwedzki – 84 775
- fiński – 1538
- arabski/kurdyjski – 1260
- angielski – 863
- somalijski – 805
- arabski – 788
- hiszpański – 737
- perski – 614
- turecki – 498
- chiński (mandaryński) – 465
- tajski – 457
- polski – 271
- niemiecki – 268
- norweski – 266
- rosyjski – 243
- tigrinia – 241
- serbsko-chorwacki – 240
- francuski – 198
- wietnamski – 180
- koreański – 96
- inne – 1367[4]

## Historia
Pierwsze wzmianki o Gävle jako o mieście spotykamy w 1413 r., jednak prawa miejskie miejscowość otrzymała w roku 1446. Miasto spełniało funkcję portu dla północnego Bergslagen, Gävlefiskarna posiadały królewski monopol na połów ryb wzdłuż większej części wybrzeża Norrland. W Gävle zaczęło wcześnie obowiązywać prawo składu i konkurowało nawet ze Sztokholmem, lecz na skutek wewnętrznej polityki handlowej kraju, która zabraniała mieszkańcom Norrland wysyłania statków do miast położonych na południe od Sztokholmu, rozwój ten został zahamowany.
W czasie II wojny północnej Gävle nie ucierpiało w stopniu tak znacznym, jak większość nadmorskich miast Norrland. Rosyjski atak na miasto został w roku 1719 odparty przez szwedzkie wojsko. Miasto było trawione wieloma pożarami, m.in. w latach 1606, 1645 i 1776. W roku 1669 Gävle spłonęło niemal doszczętnie. Ostatni wielki pożar zanotowano w roku 1869, kiedy to większa część miasta na północ rzeki Gavleån uległa spaleniu.
Zamek, wzniesiony przez Jana III Wazę w roku 1583, mający liczne wieże, został całkowicie zniszczony przez pożar w roku 1727, potem odbudowany w prostszym stylu.

## Szkolnictwo
W latach 1550 w mieście otwarto trivium, a w 1669 roku uzupełniono je gimnazjum, kiedy to sztokholmskie gimnazjum przeniesiono do Gävle. Szkoła istnieje nadal i obecnie nosi nazwę Vasaskolan. Budynek gimnazjalny z roku 1669 zachował się do dziś i można go zwiedzać w niedalekim Hemlingby.
Obecnie w Gävle istnieją trzy szkoły komunalne i pewna liczba szkół niefinansowanych ze środków publicznych.
Założona w 1977 roku Wyższa Szkoła w Gävle (Högskolan i Gävle) oferuje 50 kierunków i około 700 przedmiotów w zakresie nauk humanistycznych, nauk społecznych, pielęgniarstwa, pedagogiki, socjologii, nauk przyrodniczych i technicznych. Liczba studentów wynosi obecnie ok. 14 700.

## Życie kulturalne i zabytki
Jedną z najczęściej odwiedzanych instytucji kultury jest miejska biblioteka, z której zasobów korzysta rocznie ponad 500 000 osób. Jest ona jedną z dwóch bibliotek w Europie, czynnych przez 365 dni w roku. W jej zasobach są również książki mówione. Biblioteka posiada też bogaty wybór książek w obcych językach, m.in. angielskim, hiszpańskim, rosyjskim, franscuskim, a także polskim. Od roku 2011 są dostępne książki w plikach mp3. Biblioteka jest też miejscem rozmaitych imprez kulturalnych, dni tematycznych, wykładów i spotkań z pisarzami. 

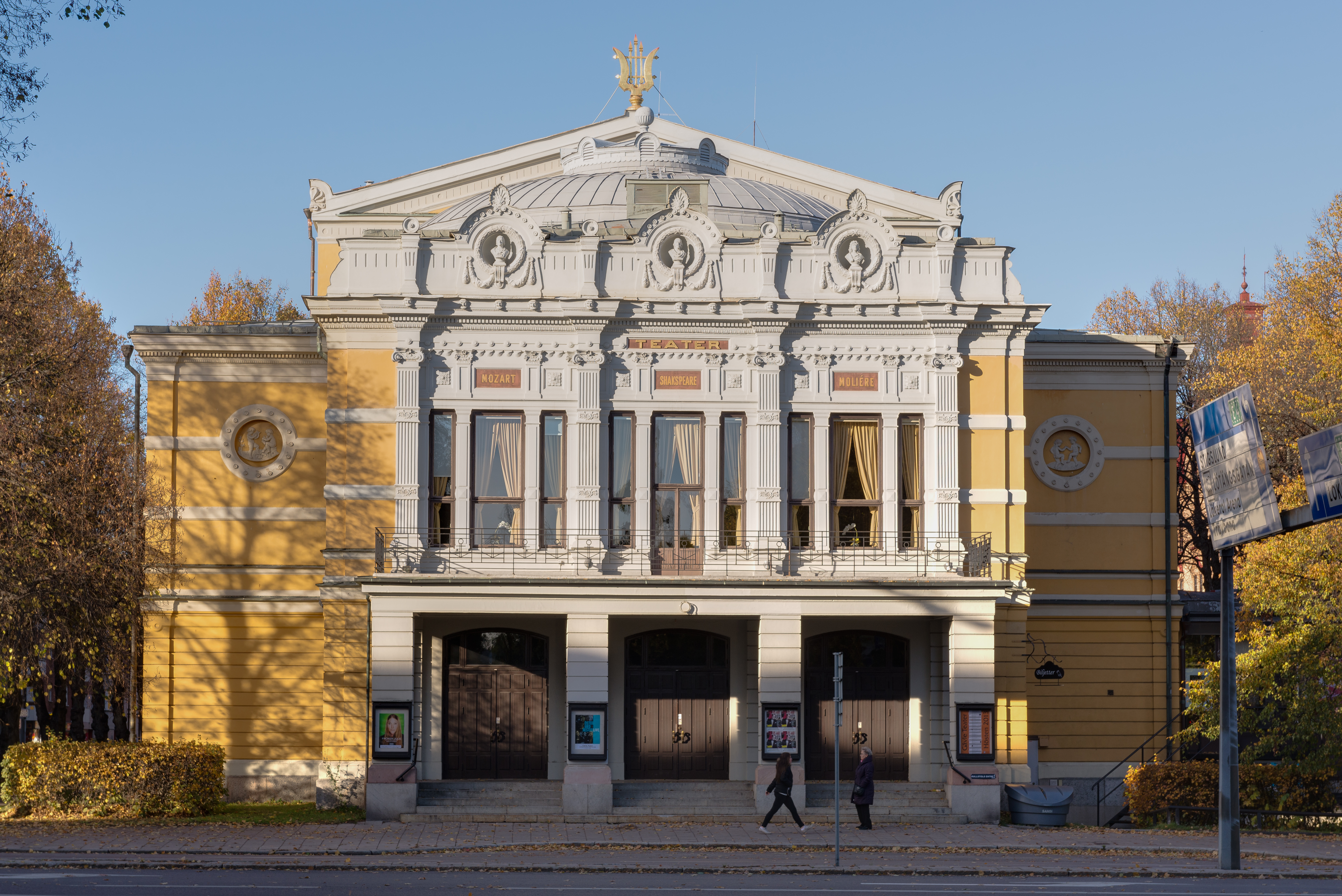
Teatr w Gävle

W roku 1878 wzniesiono teatr, na scenie którego grywane są obecnie przedstawienia różnego rodzaju, w tym rzędzie performance, stand-up i varieté. W teatrze goszczą nierzadko artyści z zagranicy.

Wśród zabytków na uwagę zasługuje Kościół Świętej Trójcy (Heliga Trefaldighets kyrka) oddany do użytku wiernych w roku 1654 na miejscu strawionego pożarem średniowiecznego kościoła. We wnętrzu obejrzeć można ambonę pochodzącą z połowy XVII wieku nastawę ołtarzową dłuta Ewerta Friisa. Na skutek osiadania ziemi i powstałych poprzez to uszkodzeń części kościoła były kilkukrotnie przebudowane, a wieża została wzniesiona w latach 1779–1781 przy pomocy systemu przyporowego. Dopiero podczas restauracji 1936-1938 udało się architektom uzyskać pełną stabilność. Dziś widoczne jest jeszcze pewne nachylenie wieży kościoła. 

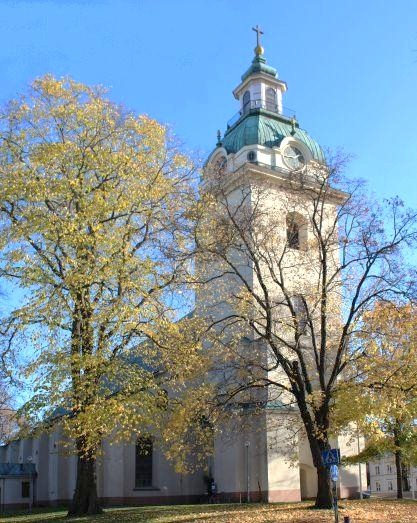
Kościół Świętej Trójcy, 2013

W południowej części miasta znajduje się Muzeum Kolejnictwa, którego początki datują się na rok 1915. Nowoczesne muzeum leśne Silvanum z przynależącym leśno-botanicznym parkiem jest unikalne w swoim rodzaju w skali kraju. Przy zamku działa muzeum więziennictwa. Zbiory umieszczone są w dwóch budynkach, z których starszy został wzniesiony w 1732. W otwartym w 1998 Domu koncertowym odbywają się m.in. koncerty orkiestry symfonicznej Gävle. Znajduje się tam również bogata biblioteka muzyczna.
Gävle było kandydatem na Europejskią Stolicę Kultury 2014.

## Miasto przemysłowe
Pod koniec XIX wieku Gävle stało się znaczącym miastem przemysłowym. W mieście rozwinął się przemysł metalowy, maszynowy, stoczniowy, drzewny, celulozowo-papierniczy oraz chemiczny.

## Transport
- W latach 1909–1956 w mieście działały tramwaje.
- Z dworca centralnego wychodzą ważne linie kolejowe, które łączą Gävle z miastami: Hudiksvall, Bollnäs, Kilafors, Söderhamn, Sundsvall, Sandviken, Falun, Uppsala i Sztokholm. Wiele pociągów jadących ze stolicy kraju na północ, do Norrland, przejeżdża przez Gävle, m.in. do Umeå, Luleå czy Kiruny. Liczne połączenia Intercity do Göteborga przez Sztokholm wychodzą z Gävle.

## Sport
Gävle znane jest najbardziej z klubu Brynäs IF, którego drużyna występuje w pierwszej lidze hokeja na lodzie i piłkarskiej drużyny Gefle IF. Gävle ma dwa zespoły bowlingowe, w mieście znajduje się także tor dla wyścigów kłusaków. Gävle jest jednym z kilku miast Szwecji, w którym od roku 1989 organizowany jest każdej wiosny tradycyjny bieg kobiet na dystansie 5 kilometrów.

## Osoby
- Erik Acharius, botanik, lekarz, rysownik
- Jan Berglin, twórca komiksów
- Alexandra Dahlström, aktorka
- Cecilia Ehrling, tancerka
- Rolf Lassgård, aktor
- Thomas Di Leva, piosenkarz
- Anita Lindblom, piosenkarka i aktorka

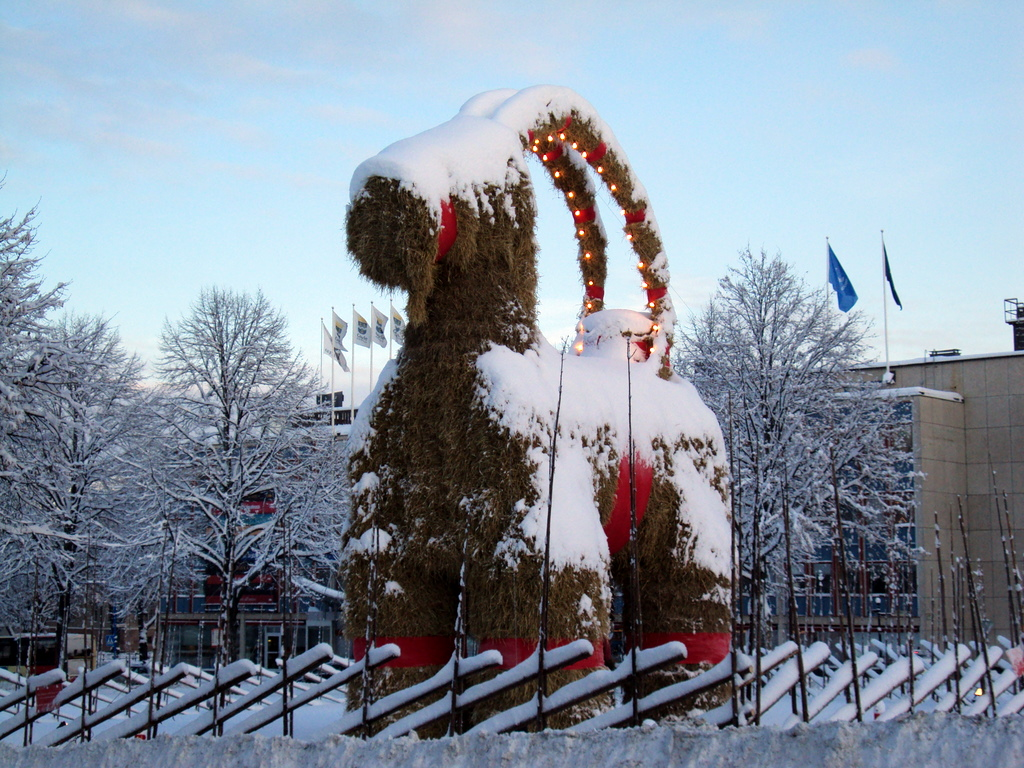
Gävle, słomiany kozioł zimą 2009

- Bo Linde, kompozytor
- Christian Lundeberg, polityk
- Ulrica Messing, polityk

## Miasta partnerskie
- Rauma
- Gjøvik
- Næstved
- Álftanes
- Jurmała
- Galva
- Buffalo City